# WA Tlemcen
Widad Athlétique de Tlemcen ist ein algerischer Fußballverein aus Tlemcen.
Der Verein wurde 1962 gegründet, die Vereinsfarben sind himmelblau und weiß. Die Heimspiele werden im Stadion Frères Zerga (6.000 Zuschauer) ausgetragen.
Bei vier Finalteilnahmen gelangen zwei Pokalsiege. Der größte Erfolg war der Sieg der Arabischen Champions League 1998 gegen Al-Shabab aus Saudi-Arabien mit 3:1.

## Erfolge
- Algerischer Pokal
  - Sieger: 1998, 2002
  - Finalist: 1974, 2000

- Arabische Champions League
  - Sieger: 1998

## Statistik in den CAF-Wettbewerben
| Wettbewerb                    | Runde    | Gegner           | Hinspiel | Rückspiel |  |
| ----------------------------- | -------- | ---------------- | -------- | --------- |  |
|                               |          |                  |          |           |  |
| African Cup Winners’ Cup 1999 | 1. Runde | Al Shaat Tripoli | 1:2 (H)  | 1:2 (A)   |  |
| African Cup Winners’ Cup 2003 | 1. Runde | al-Hilal SC      | 2:1 (H)  | 0:1 (A)   |  |